# 레슬링
레슬링(영어: wrestling, 문화어: 레스링)은 던지기, 쓰러뜨리기, 꺾기, 누르기 등 여러 가지 근접 기술을 이용하여 두 사람이 겨루는 격투 스포츠의 하나이다. 레슬링 경기에서 두 선수는 유리한 그라운드 포지션을 잡기 위해 경쟁하게 된다. 경기의 방식과 규정은 전통적인 형태에서부터 현대적인 형태까지 다양하다. 레슬링의 기술은 군의 백병전 기술 등을 비롯한 다른 무술에도 적용되어 왔다.
레슬링이라는 단어는 고대 영어의 wǽstlian(비틀다)에서 유래하였다.

## 역사

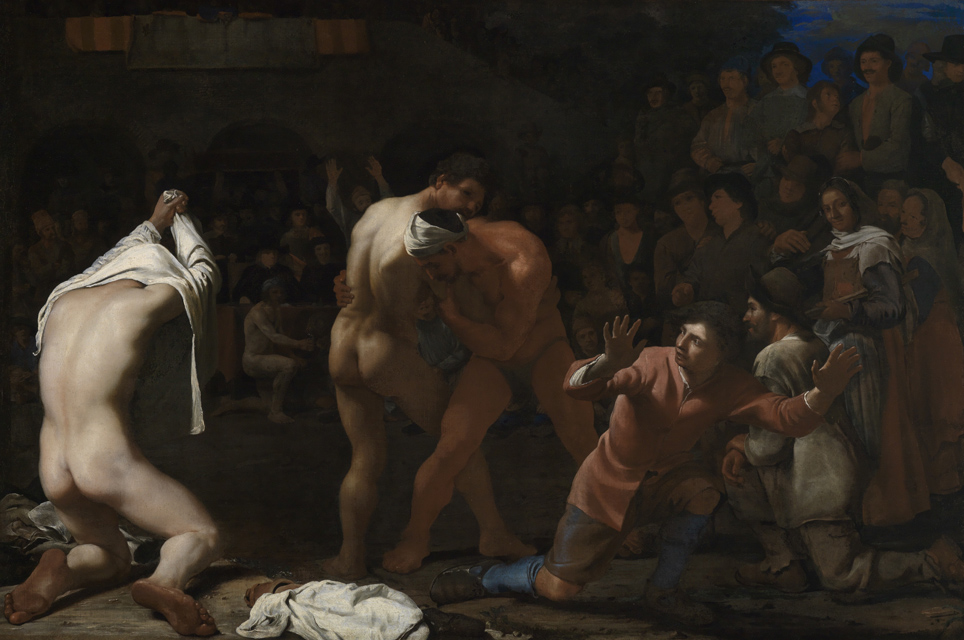
《Wrestling Match》 Michiel Sweerts, 1649년 作

레슬링도 복싱이나 씨름 등과 마찬가지로 인류가 생존을 위한 투쟁을 벌인 데에서 역사가 시작되었다고 할 수 있다. 고대 올림픽 경기에서 5종 경기의 한 종목으로 실시되었으며 기원전 668년에는 레슬링과 복싱을 혼합한 판크라치온(pankration)이란 경기가 벌어졌다. 1896년, 근대 올림픽 부활과 함께 레슬링은 올림픽 정식 종목이 되었다. 대한민국의 경우 1934년 YMCA에 레슬링부가 생겼으며, 1945년에 8·15 광복 이후 각 지방에 레슬링 도장이 들어서면서 널리 보급되기 시작하였다. 1964년 도쿄 올림픽에서 장창선 선수가 은메달을 따면서 세계 무대에 알려지더니, 1966년 세계레슬링선수권대회에서 장창선 선수가 대한민국 레슬링사상 최초로 금메달을 땄으며, 1976년 제21회 몬트리올 올림픽에서는 양정모 선수가 자유형 62kg급에서 금메달을 획득하였다. 이후 1984년 LA 올림픽에서 유인탁·김원기 선수가 금메달을 1988년 서울 올림픽에서는 김영남·한명우 선수, 1992년 바르셀로나 올림픽에서는 안한봉·박장순 선수가 각각 금메달을 획득하였다. 또한, 1996년 애틀란타 올림픽과 2000년 시드니 올림픽에서 심권호 선수가 2회 연속으로 금메달을 획득하는 등 대한민국은 아마추어 레슬링은 다른 국가 못지않은 실력임을 입증하였으나, 프로레슬링에서 역도산을 비롯하여 김일·천규덕 선수 등이 활약한 뒤로 비인기 종목으로 전락하게 되었다.
2013년 2월 12일 IOC는 2020년 하계 올림픽 핵심 종목에서 레슬링을 제외한다고 발표하였으나, 같은 해 9월 총회에서 레슬링은 다시 핵심 종목으로 선정되었다.
레슬링 그레코로만형 66kg급에 출전한 김현우 선수는 결승에서 헝가리의 타마스 로린츠를 세트 스코어 2 대 0으로 물리치고 금메달을 목에 걸었다.

## 경기

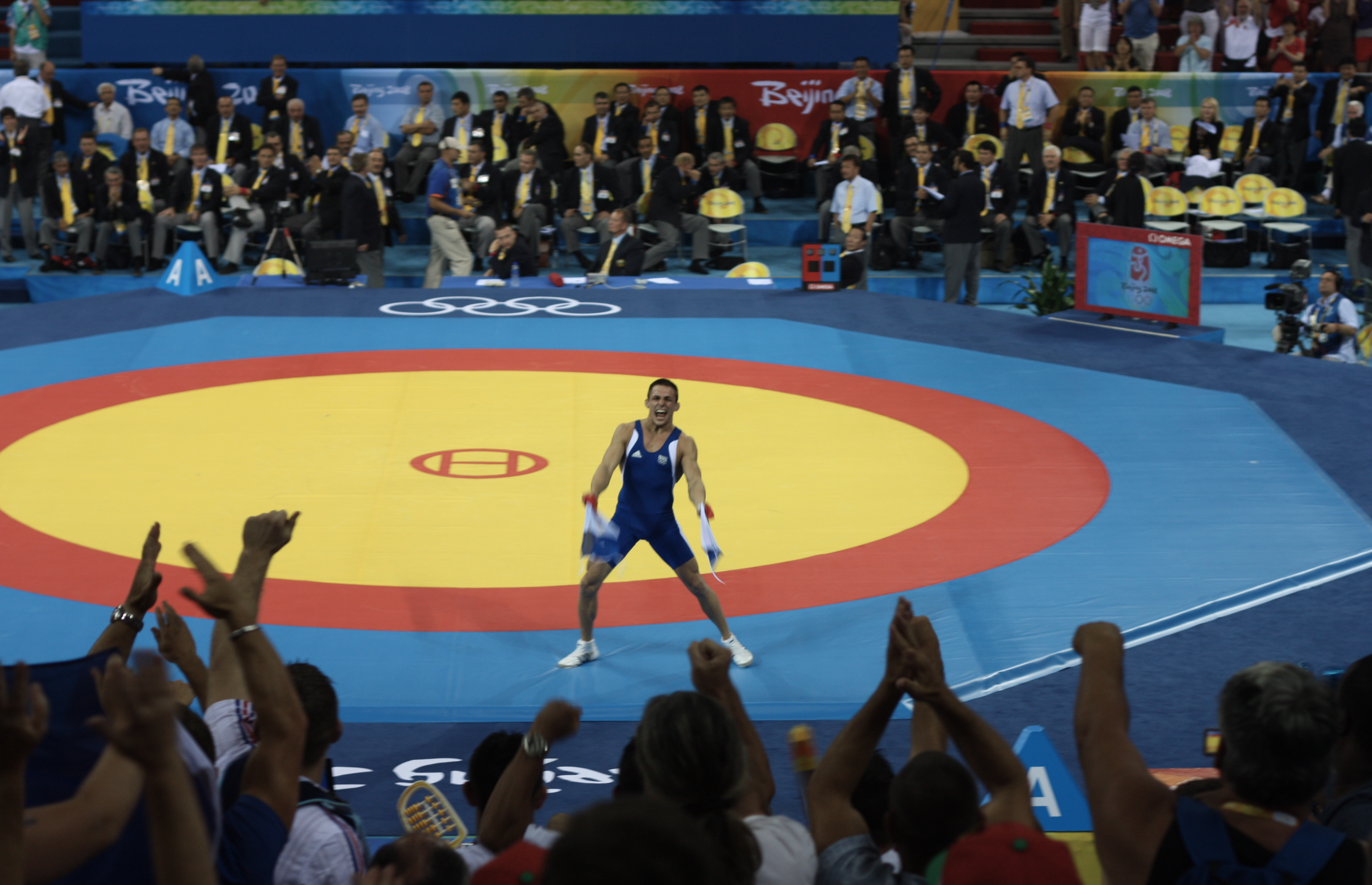
2008년 하계 올림픽 레슬링 경기에서 금메달을 획득한 스티브 귀노(Steeve Guenot)

### 매트
원 안쪽 지름 7m의 원형으로 두께는 최소한 10 cm 이상이어야 하는데 넓이 12m×12m의 대 위에 놓인다.

### 용구
계량기·경기 시계·진행 게시판·저지 램프 등.

### 복장
원피스의 러닝셔츠를 착용하며, 하반신에는 서포터를 입는다.

## 종류

### 아마추어 레슬링
순수한 스포츠로서 자유형과 그레코로만형의 두 가지가 있다. 자유형은 상대방의 신체 중 어느 부분을 잡아도 좋다. 한편 그레코로만형은 상대의 다리를 걸고 넘어지는 것이 반칙이며 오직 상반신만을 사용하여 다투는 경기이다. 영국에서 주로 발전한 캐치애즈 캐치 캔 스타일이라 불리는 레슬링은 관절꺽기를 포함하며 현대에는 시합으로 활성화되어 있지 않다.

## 경기 방법 및 규칙

### 경기 시간
올림픽에서는 제1라운드(3분) 휴식 30초, 제2라운드(3분)으로 구성되어 있다.

### 심판
각 매트(보통 4면)마다 매트 체어맨 1명, 주심 1명, 부심 1명으로 구성되어 있다.

### 반칙
소극적인 행동을 배제하고 상해 사고를 사전에 막기 위하여 대개 다음과 같은 규제를 둔다.
1. 공격 선수의 기술을 고의로 방해하는 행위. 즉 고의로 매트에서 도망치거나 계속 배를 대고 엎드려 피하는 행위.
2. 머리카락·피부·귀 등을 붙잡거나 손가락·발가락을 비트는 행위.
3. 상대방을 밟거나 걷어차는 행위.
4. 팔꿈치나 무릎으로 상대방의 복부를 지르거나 팔을 등뒤로돌려 90도 이상으로 꺾는 행위.
5. 상대방의 생명을 위협하거나 사지의 골절 또는 탈구를 유발시킬 만한 행위.
6. 매트 밖으로 나간 선수가 매트 안에 있는 선수를 공격할 때 또는 도망치기 위하여 매트 가장자리에 매달릴 때.
7. 머리를 계속 치는 행위.

### 경고
제1라운드에서 양쪽 경기자가 서로 적극 공세를 취하려 들지 않거나 경기를 기피할 때, 또는 반칙 행위를 범한 경기자에게는 1경고점이 주어진다.

### 득점
레슬링의 득점은 어떤 기술을 어떻게 성공시키느냐에 따라 1~5점을 얻게 된다. 큰 기술에 어드밴티지를 주어 5점짜리 기술에 성공하면 그 회의 다른 점수와 상관없이 승자로 결정된다. 또 4점짜리 기술을 2번 성공해도 마찬가지다. 아울러 상대 선수와 8,10점 이상 점수 차이가 나면 그 회의 승자가 되는 테크니컬 폴 규정도 있다.

### 벌점
경기 전에 각 선수마다 기본적으로 6점씩 가지고 있다가 승부의 종류에 따라 일정한 벌점을 받게 되는데 벌점이 6점 이상 되면 다음 경기에 출전할 자격을 박탈당한다.

## 레슬링의 체급 (남자)
| 올림픽 대회·세계선수권대회·국제경기 | 주니어(15~18세) 세계선수권대회 | 비고         |
| 48kg급 이하                         | 48kg급 이하                    | 주니어플라이 |
| 52kg급 이하                         | 52kg급 이하                    | 플라이       |
| 57kg급 이하                         | 56kg급 이하                    | 밴텀         |
| 62kg급 이하                         | 60kg급 이하                    | 페더         |
| 68kg급 이하                         | 65kg급 이하                    | 라이트       |
| 74kg급 이하                         | 70kg급 이하                    | 웰터         |
| 82kg급 이하                         | 75kg급 이하                    | 미들         |
| 90kg급 이하                         | 81kg급 이하                    | 라이트헤비   |
| 100kg급 이하                        | 87kg급 이하                    | 헤비         |
| 100kg급 이상                        | 87kg급 이상                    | 슈퍼헤비     |

## 레슬링 용어
그라운드 레슬링(ground wrestling)
양팔을 활짝 벌리고 엎드린 상대방의 옆에서 공격하는 것.
넬슨(nelson)
상대방의 뒤에서 겨드랑이 사이로 팔을 넣어 뒤통수로 뻗어 목을 누르는 기술.
롤링 폴(rolling fall)
몸이 옆으로 구르면서 두 어깨가 동시에 매트에 닿는 것.
보디 프레스(body press)
체중을 이용하여 상대방을 눌러서 폴을 얻어내는 기술. '몸굳히기'라고도 한다.
브리지(bridge)
누운 채로 머리와 다리를 움직여 양 어깨를 매트에서 떼는 기술. 폴을 막는 데 쓰이는 기본기
스탠딩 레슬링(standing wrestling)
선 채로 서로간에 기술을 구사하는 상태를 이르는 말.
싱글 레그 태클(single leg tackle)
한쪽 다리로 걸고 들어가는 태클.
어텐션(attention)
공격이 소극적일 때 경고 전에 하는 예고.
카운터(counter)
상대의 기술을 되받아 오히려 넘기는 기술.
크라치 홀드(crotch hold)
사타구니를 끼고 틀어서 넘기는 하체 공격 기술.
태클(tackle)
상대의 품속으로 파고들어 넘어뜨리고 제압하거나, 일단 들어올렸다가 메어치는 기술.
폴(fall)
두 어깨를 눌러 동시에 매트에 닿게 하는 기술로 플라잉 폴과 롤링 폴, 핀 폴 등 3가지가 있다.

## 같이 보기
- 세계 레슬링 연합
- 씨름
- 스모
- 아마추어 레슬링
- 팔씨름
- 민속레슬링